# Pledokan
Pledokan is een bestuurslaag in het regentschap Semarang van de provincie Midden-Java, Indonesië. Pledokan telt 1220 inwoners (volkstelling 2010).